# Trisol Music Group
Trisol Music Group, ou simplement Trisol, est un label discographique allemand de musique électronique, basé à Dieburg, dans le Land de Hesse. 

## Histoire
Trisol est fondé en 1997 par Alex Storm. Possédant plusieurs sous-labels, ils se spécialisent dans la production d'œuvres musicales relatives à la dark wave, au dark folk, au rock gothique, au death rock, à l'ethereal wave et à d'autres genres musicaux gothiques (bien qu'il y ait des exceptions à cela, puisque Trisol publie également pour des artistes musicaux qui font du black metal, de la synthpop, de la musique bruitiste, de l'EBM, du Neue Deutsche Härte, du dark ambient, du néofolk, de l'horror punk, de l'expérimental, etc.) En général, ils sont considérés comme une major européenne pour les œuvres dans le domaine de la musique alternative sombre. 

## Groupes et artistes
Ils comprennent notamment : Nachtmahr, Mantus, Clan of Xymox, et Spiritual Front.